# Serhij Kurczenko
Serhij Witalijowycz Kurczenko, ukr. Сергій Віталійович Курченко (ur. 21 września 1985 w Charkowie) – ukraiński biznesmen i działacz sportowy, właściciel grupy spółek „Gaz Ukraina” (grupa spółek kontrolująca większą część rynku gazu na Ukrainie, których roczny obrót sięga około 10 mld dolarów), były właściciel i prezes klubu piłkarskiego Metalist Charków.

## Życiorys
W wieku 16 lat rozpoczął pracę w firmie „Ekspogaz”. W ciągu dwóch lat awansował ze stanowiska kuriera do Zastępcy Dyrektora Handlowego, odpowiedzialnego za sprzedaż hurtową. Organizował jednostki operacyjne zajmujące się sprzedażą hurtową gazu płynnego.
Jednocześnie pracując, w latach 2002–2006 studiował w Narodowym Uniwersytecie Technicznym – Instytut Politechniczny w Charkowie – na Wydziale Gospodarki i Przedsiębiorczości, gdzie zdobył dyplom specjalisty w dziedzinie rachunkowości i rewizji finansowej.
W roku 2005, w wieku 19 lat, opuścił firmę „Ekspogaz” i zajął się prywatną działalnością gospodarczą. Zorganizował szereg projektów inwestycyjnych na pierwotnym rynku budowlanym oraz na rynku gruntów w obwodzie charkowskim.
W ciągu trzech lat zgromadził wystarczająco dużo kapitału, aby wejść na rynek hurtowego handlu gazu płynnego. W 2006 założył firmę „Kaskad KSW”, specjalizująca się w transakcjach na rynku nieruchomości. Oprócz firmy „Kaskad KSW” został współzałożycielem spółki „KMK Oil”.
Po ukończeniu w 2008 studiów magisterskich w Narodowym Uniwersytecie Technicznym – Instytut Politechniczny w Charkowie – otrzymał specjalizację „własność intelektualna”, po czym przeniósł się do stolicy – Kijowa.
W 2009 założył spółkę „Gaz Ukraina”, która wkrótce stała się liderem na rynku sprzedaży gazu płynnego na Ukrainie.
Od 2009 do 2011, równolegle z rozwojem biznesu, studiował w Państwowym Uniwersytecie „Akademia Prawa Ukrainy im. Jarosława Mądrego”, gdzie otrzymał drugi dyplom prawnika.
Obecnie grupa spółek „Gaz Ukraina” obejmuje struktury zaangażowane w handel naturalnym i skroplonym gazem, olejem, w rynek akcji, bankowość, budownictwo i inne dziedziny. Roczny obrót grupy wynosi około 10 mld USD.
Jako działacz sportowy zaangażował się w pracę w klubie Metalist Charków. 7 lutego 2013 na Walnym Zgromadzeniu Akcjonariuszy klubu Metalist został wybrany na stanowisko Prezesa klubu.